# Za marzenia
Za marzenia – polski serial obyczajowo-komediowy w reżyserii Olgi Chajdas, Łukasza Wiśniewskiego i Aleksandry Terpińskiej emitowany na antenie TVP2 od 26 lutego 2018 do 3 czerwca 2019. Był luźną adaptacją książki autorstwa Karoliny Frankowskiej pt. Zaczaruj mnie.

## Fabuła
Głównymi bohaterami serialu była wchodząca w dorosłość trójka przyjaciół – Zosia (Maja Bohosiewicz), Anka (Anna Karczmarczyk) oraz Bartek (Piotr Nerlewski), którzy mieszkali w Warszawie.

## Obsada
| Aktor                   | Rola                  | Okres występowania |
| ----------------------- | --------------------- | ------------------ |
| Maja Bohosiewicz        | Zosia Morawiec        | 2018–2019          |
| Anna Karczmarczyk       | Anka Wolańska         | 2018–2019          |
| Piotr Nerlewski         | Bartek Sokół          | 2018–2019          |
| Katarzyna Figura        | Eliza Drawicz         | 2018–2019          |
| Piotr Ligienza          | Paweł                 | 2018–2019          |
| Paulina Chruściel       | aktorka Inga Malik    | 2018–2019          |
| Kamil Kula              | aktor Szymon Korcz    | 2018–2019          |
| Magdalena Karel         | Marzena               | 2018–2019          |
| Mikołaj Cieślak         | Erwin Anielak         | 2018–2019          |
| Maciej Radel            | reżyser               | 2018–2019          |
| Marcin Perchuć          | Szczepan Bielski      | 2018–2019          |
| Renata Gosławska        | Agata, partnerka Ingi | 2018–2019          |
| Izabela Kuna            | mama Bartka           | 2018–2019          |
| Radosław Krzyżowski     | ojciec Bartka         | 2018–2019          |
| Jakub Mazurek           | Robuś                 | 2018–2019          |
| Daniel Guzdek           | Kojot                 | 2018–2019          |
| Aneta Todorczuk-Perchuć | Marta Górska          | 2018–2019          |
| Mariusz Bonaszewski     | Antoni Wolański       | 2018–2019          |
| Monika Krzywkowska      | Ewa Morawiec          | 2018–2019          |
| Jakub Kamieński         | Mariusz Liput         | 2018–2019          |
| Arkadiusz Brykalski     | Jacek Górski          | 2018–2019          |
| Karol Pocheć            | Karol                 | 2018–2019          |
| Irena Melcer            | Natalia               | 2018–2019          |
| Paweł Ciołkosz          | Daniel Jakubczyk      | 2018–2019          |
| Przemysław Sadowski     | Andrzej               | 2018–2019          |
| Barbara Kurzaj          | dyrektorka szkoły     | 2018–2019          |
| Hubert Wiatrowski       | Rafał Juryś           | 2018–2019          |
| Alan Markowski          | Piotrek               | 2018–2019          |
| Oliwia Graczkowska      | Mania Łosiewska       | 2018–2019          |
| Filip Gurłacz           | Pastuszka             | 2018               |
| Marta Konarzewska       | dziewczyna vintage    | 2018               |
| Malwina Bielicka        | Karina                | 2018               |
| Paulina Janczak         | kostiumografka        | 2018               |
| Julia Bodziony          | siostra Anki          | 2018               |
| Grażyna Kopeć           | Laura Banach          | 2018               |
| Magdalena Smalara       | Dana Leszkiewicz      | 2019               |
| Julia Wieniawa          | vlogerka              | 2019               |
| Jakub Wesołowski        | Adam Wierzbicki       | 2019               |
| Mariusz Urbaniec        | Zbyszek               | 2019               |
| Maria Szafirska         | Dorota                | 2019               |
| Anna Mucha              | Gabi                  | 2019               |
| Anna Oberc              | Wanda Anielak         | 2019               |
| Monika Pikuła           | Olga                  | 2019               |
| Jan Wieczorkowski       | Robert                | 2019               |

## Spis serii
| Seria | Sezon       | Odcinki    | Premiera serii | Finał serii    | Pora emisji             | Średnia oglądalność |
| ----- | ----------- | ---------- | -------------- | -------------- | ----------------------- | ------------------- |
| 1.    | wiosna 2018 | 1–13 (13)  | 26 lutego 2018 | 4 czerwca 2018 | poniedziałek, ok. 21:50 | 1 461 649           |
| 2.    | wiosna 2019 | 14–26 (13) | 4 marca 2019   | 3 czerwca 2019 | poniedziałek, ok. 21:50 | 1 011 596           |